# 藤井恒男
藤井 恒男（ふじい つねお、1928年（昭和3年）7月12日 - 1991年（平成3年）9月28日）、昭和期の労働運動家、政治家。参議院議員。満洲大連出身。

## 略歴
本籍愛媛県西宇和郡三崎町（現伊方町）。1945年（昭和20年）大連中学校を卒業後、進学のため単身で帰国したが、終戦により進学を断念した。1946年東レに入社し愛媛工場に配属された。労働運動に加わり、1963年には東レ労組委員長に就任。その他、ゼンセン同盟政治委員長、同中央執行委員、同化繊部会副部会長、民社党教育・青少年対策特別委員長などを務めた。
1971年（昭和46年）6月の第9回参議院議員通常選挙で全国区に民社党公認で出馬して初当選。1977年（昭和52年）7月の第11回通常選挙（全国区）、1983年（昭和58年）6月の第13回通常選挙（比例区）でも再選され、参議院議員に連続3期在任した。
1977年12月党大会で委員長に選出された佐々木良作の下で党選挙対策委員長に就任。1979年12月公明党との公民連合政権構想に合意に貢献。1985年佐々木の委員長の退任伴い委員長塚本三郎の下で選対委員長を留任。1985年1月三治重信の後任の党参議院議員会長に就任。1989年2月委員長永末英一の下で参院会長に留任。
1989年7月の第15回通常選挙には出馬せず、議員を引退する。
1991年9月28日死去、63歳。死没日をもって勲二等旭日重光章追贈、正四位に叙される。